# 야마구치현
야마구치현(일본어: 山口県)은 일본 혼슈의 서쪽 끝에 있는 현이다. 현청 소재지는 야마구치시이다. 가장 큰 도시는 시모노세키시이며 혼슈 최서단의 현이다.

## 역사
야마구치현은 원래 7개의 율령국으로 이루어져 있었으나 7세기에 스오국과 나가토국 2개로 통합되었다. 헤이안 시대와 가마쿠라 시대에 사무라이 계급이 부상하면서 스오국의 오우치씨와 나가토국의 고토씨는 강력한 무사 가문으로서 영향력을 얻게 되었다.
무로마치 시대에 오우치씨의 24대 당주인 오우치 히로요는 야마구치현의 두 율령국을 모두 정복하였다. 오우치씨는 교토의 도시 계획을 모방하였다. 이들은 한반도 및 중국의 명나라와의 교역을 통한 문화의 수입으로 막대한 부를 얻었다. 결과적으로 야마구치는 "서쪽의 교토"로 불리게 되었고 오우치 문화는 번성하였다.
스에 하루카타는 오우치씨의 31대 당주 오우치 요시타카를 멸망시켰다. 하루카타는 모리 모토나리에게 패하였고 모리씨는 주고쿠 지방을 지배하게 되었다. 센고쿠 시대에 야마구치 지역은 모리씨의 영지였다. 모리씨는 1600년의 세키가하라 전투에서 도쿠가와 이에야스에게 패하였다. 모리씨는 하기시가 있는 스오와 나가토 지역(현재의 야마구치현)을 제외한 모든 영토를 포기해야만 했다.
매튜 페리 제독에 의해 일본이 개항한 이후 스오와 나가토 지역에 있던 조슈번은 에도 막부를 멸망시키고 새로운 제국 정부를 수립하는데 중요한 역할을 하였다. 모리 씨는 지역의 경제적인 기반을 강화하고 지역의 '삼백(三白)'으로 불린 소금, 쌀, 종이의 생산을 증가시켰다. 4년 후인 1868년에 에도 막부는 무너지고 메이지 정부가 수립되었으며 현재의 야마구치현이 성립되었다. 메이지 정부는 새로운 제도와 근대적 정책을 많이 시행하고 근대적 산업의 도입을 장려하였으나 여전히 농업이 주요 산업이었다. 다이쇼 시대에 세토 내해 지역의 야마구치항에 조선, 화학, 기계, 금속 제련 공장이 세워졌다. 제2차 세계 대전 이후에는 석유화학 공업이 발전하였다.
보신 전쟁으로 인해 후쿠시마현과는 지역감정이 매우 나쁘며 자매결연은 아직 맺지 않은 상태이다.

## 지리
동쪽을 제외한 세 방면이 바다에 둘러싸여 있고 그 중앙부를 주고쿠 산지가 횡단하고 있다. 주고쿠 산지에서 발원하는 하천이 몇 개 존재하지만 하구 부근을 제외하면 해안에 평지는 많지 않고(특히 동해 연안), 내륙부의 강가를 중심으로 분지가 점재한다.

## 인구
| 연도 | 인구      | ±%     |
| ---- | --------- | ------ |
| 1920 | 1,041,000 | —      |
| 1930 | 1,136,000 | +9.1%  |
| 1940 | 1,294,000 | +13.9% |
| 1950 | 1,541,000 | +19.1% |
| 1960 | 1,602,000 | +4.0%  |
| 1970 | 1,511,000 | −5.7%  |
| 1980 | 1,587,000 | +5.0%  |
| 1990 | 1,573,000 | −0.9%  |
| 2000 | 1,527,964 | −2.9%  |
| 2010 | 1,451,338 | −5.0%  |
| 2020 | 1,368,495 | −5.7%  |

|                                                | |
| 야마구치현의 전국의 연령별 인구 분포（2005년） | 야마구치현의 연령·남녀별 인구 분포（2005년）                                                                           |
| ■자주색 ― 야마구치현 ■녹색 ― 일본전국          | ■파랑색 ― 남자 ■빨간색 ― 여자                                                                                          |
| · 야마구치현의 인구추이                        | |
| 일본 총무성 통계국 국세조사 결과               | |
|                                                | 기술적 문제로 인해 그래프를 일시적으로 사용할 수 없습니다. 파브리케이터와 미디어위키 위키에 더 자세한 정보가 있습니다. |

## 지역

### 시
- 야마구치시(山口市) - 현청 소재지
- 시모노세키시(下関市)
- 우베시(宇部市)
- 하기시(萩市)
- 호후시(防府市)
- 구다마쓰시(下松市)
- 이와쿠니시(岩国市)
- 히카리시(光市)
- 나가토시(長門市)
- 야나이시(柳井市)
- 미네시(美祢市)
- 슈난시(周南市)
- 산요오노다시(山陽小野田市)

### 군
- 오시마군(大島郡)
  - 스오오시마정(周防大島町)
- 구가군(玖珂郡)
  - 와키정(和木町)
- 구마게군(熊毛郡)
  - 가미노세키정(上関町) - 다부세정(田布施町) - 히라오정(平生町)
- 아부군(阿武郡)
  - 아부정(阿武町)

## 교육
- 야마구치 대학
- 시모노세키 시립 대학
- 야마구치 현립 대학

## 교통

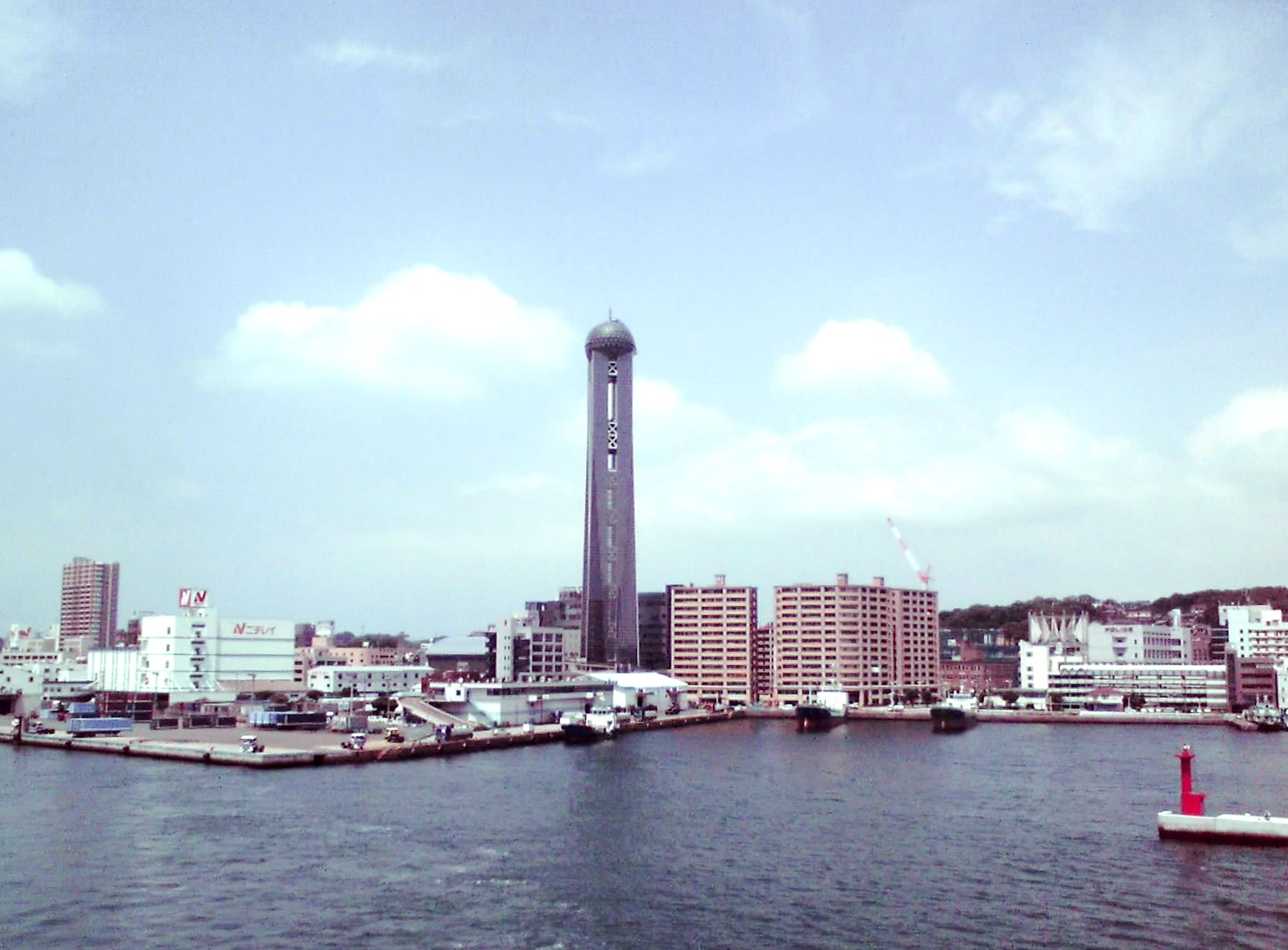
시모노세키항

### 항만
- 시모노세키항 국제터미널(일본어: 下関港国際ターミナル, Shimonoseki Port International Terminal)
  - 부산~시모노세키 - 관부페리
  - 시모노세키~쑤저우(중화인민공화국) - 상하이 시모노세키 페리
  - 시모노세키~칭다오(중화인민공화국) - 오리엔트페리
- 야마구치항

### 공항
- 야마구치 우베 공항

### 도로
- 고속도로
  - 주고쿠 자동차도
  - 산요 자동차도
- 국도
  - 국도 제2호선
  - 국도 제9호선
  - 국도 제187호선
  - 국도 제188호선
  - 국도 제189호선
  - 국도 제190호선
  - 국도 제191호선 (일본)(일본어판)
  - 국도 제262호선 (일본)(일본어판)
  - 국도 제315호선 (일본)(일본어판)
  - 국도 제316호선 (일본)(일본어판)
  - 국도 제376호선 (일본)(일본어판)
  - 국도 제434호선 (일본)(일본어판)
  - 국도 제435호선 (일본)(일본어판)
  - 국도 제489호선 (일본)(일본어판)
  - 국도 제490호선 (일본)(일본어판)
  - 국도 제491호선 (일본)(일본어판)

### 철도
- 서일본 여객철도
  - 산요 신칸센
  - 산요 본선
  - 산인 본선
  - 야마구치선
  - 간토쿠선
  - 우베선
  - 오노다선
  - 미네선
- 규슈 여객철도
  - 산요 본선
- 니시키가와 철도
  - 니시키가와 철도 니시키가와세이류선(일본어판)

## 야마구치를 무대로 한 작품
영화
- 칠석의 여름 (시모노세키시)
- 로보콘 (슈난시)
- 하드 로맨티커 (시모노세키시)

드라마
- HERO (특별편) (하기시 쓰노시마 외)
- 꽃 타오르다 (하기시 외, 2015년 NHK 대하드라마)

애니메이션
- 신세기 에반게리온 (우베시)
- 린의 날개 (이와쿠니시)
- 명탐정 코난 (299화, 300화 '우정과 살의의 관문해협' 하기시)
- 새벽녘보다 유리색인 (시모노세키시에 있는 수족관)